# Coleophora glaucicolella
Coleophora glaucicolella là một loài bướm đêm thuộc họ Coleophoridae. Nó được tìm thấy ở châu Âu, phía đông đến the Urals và Iran, phía tây đến Greenland và Bắc Mỹ (ở đó nó được tìm thấy ở hầu hết Canada và Ohio).

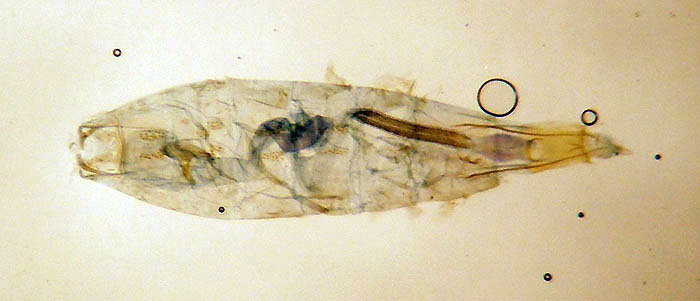

Sải cánh dài 10–12 mm. Con trưởng thành bay từ tháng 6 đến tháng 8 at sunrise, dusk và night.
Ấu trùng ăn Juncus species, bao gồm Juncus inflexus, Juncus conglomeratus, Juncus effusus và Juncus gerardii, và supposedly also on Luzula.